# 홈런 베이커
존 프랭클린 "홈런" 베이커(영어: John Franklin "Home Run" Baker, 1886년 3월 13일 ~ 1963년 6월 28일)은 메이저 리그 베이스볼에서 3루수로 뛴 미국의 전 야구 선수로, 1955년에 미국 야구 명예의 전당에 헌액되었다. 10만달러 내야를 받은 선수 중 한명으로, 베이커는 필라델피아 애슬레틱스의 1910년, 1911년, 1913년 월드 시리즈 우승에 공헌했다. 그의 명성은 수년간 커져서, 그는 전쟁 이전 시대의 최고의 3루수로 여겨진다.

## 프로 경력

### 필라델피아 애슬레틱스 시절

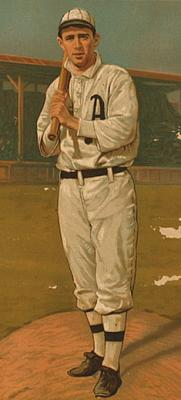
홈런 베이커

그는 메릴랜드주의 트라프에서 태어났으며, 직업은 정육점 주인이었다. 그리고 그는 1908년, 어슬레틱스에서 메이저 리그 선수로 데뷔하였다.
베이커는 1911년 아메리칸 리그 홈런왕을 차지했다. 그리고 1911년 월드 시리즈 2차전에서 루브 마쿼드를 상대로 리드를 하는 홈런을 쳐냈고, 3차전 9회에는 크리스티 매튜슨을 상대로 동점 홈런을 뽑아냈다. 그리고 시리즈 동안에 별명 "홈런"(Home Run)을 얻었다. 그의 4시즌 연속 아메리칸 리그 홈런왕 수상은 사상 첫 번째였다. 그는 1911년에 11홈런, 1912년 10홈런, 1913년 12홈런, 1914년 9홈런을 기록했다. 그리고 그는 홈런왕을 기록한 시즌 중 두 시즌에는 아메리칸 리그 타점왕도 또한 수상했다.
애슬레틱스에서의 7시즌 동안 886경기를 뛰면서 0.321의 타율과 48홈런, 612타점, 88개의 3루타를 기록했다.
베이커는 애슬레틱스에서 1915년까지 3루수로 뛰었고, 코니 맥과의 계약논쟁이 끊이지 않아서 경기에 뛰지 못했다. 그는 야구 선수로 남아있었고, 세미프로 델라웨어 카운티 리그에서 업랜드에서 뛰었다.

### 뉴욕 양키스 시절
코니 맥은 1916년 뉴욕 양키스로 베이커를 팔았고, 베이커는 그의 경력을 그 곳에서 끝냈다. 그는 1919년 141경기를 뛰며 리그를 이끌었다.
처음에, 베이커는 1920년에 은퇴했으나 다시 양키스로 돌아와서 2년 시즌 더 선수 생활을 했고, 그 두 시즌 모두 월드 시리즈에 진출했다. 그는 676경기에서 0.288의 타율, 46홈런, 375타점을 양키스에서 기록했다.

### 지도자 경력
그의 은퇴 이후에, 베이커는 이스턴 숄 베이스볼 리그에서 1924년부터 1925년까지 2시즌 동안 감독을 했고, 지미 폭스를 발굴하고 그를 애슬레틱스 감독인 코니 맥에게 소개했다.

### 명예
미국 야구 명예의 전당으로의 1955년 투표뿐 아니라, 1981년에는 로렌스 리터와 도널드 호니그의 저서 '사상 최고의 야구 선수 100'(The 100 Greatest Baseball Players of All Time)에도 포함되었다.
홈런 베이커는 메릴랜드주 에스턴에 묻혔다.
유매스 앰허스트의 남서쪽에 홈런 베이커의 동상이 있는데, 매사추세츠 대학교의 학생들이 건립한 것이다.

## 통산 기록
1575경기 5984타수 1838안타(2루타 315,3루타 103,홈런 96) 991타점 235도루 타율 0.307

## 같이 보기
- 사이클링 히트